# Eddie Johnson (fodboldspiller fra England)
 For alternative betydninger, se Eddie Johnson. (Se også artikler, som begynder med Eddie Johnson)
Edward William "Eddie" Johnson (født 20. september 1984) vaR en engelsk professionel fodboldspiller, men valgte i 2012 at stoppe karrieren som professionel fodboldspiller. Han var midtbanespiller, men har også tidligere spillet som angriber. Edward spillede i bl.a. Manchester United, Bradford, Chester City, Austin Aztex, Portland Timbers og på lejebasis hos Royal Antwerp, Conventry City og Crewe Alexandra
Han blev født i Chester, hvor han begyndte sin fodboldkarriere på Crewe Alexandra og Manchester Uniteds akademier. Han blev udlånt til Royal Antwerp, Coventry City og Crewe Alexandra, før Manchester United slap ham i 2006, hvorefter han tilsluttede sig Bradford City, hvor han spillede 64 ligakampe på to sæsoner. Han sat fri på transfermarkedet af Bradford i 2008, og efter første omgang at afvise et skifte til Chester, ville han til Crewe, men de afviste i stedet ham, og i stedet tilsluttede han alligevel Chester City, hvor han brugte seks måneder, før hans kontrakt blev opsagt, til at give ham mulighed for at flytte til Austin. Han har også repræsenteret sit land på ungdomsniveau.

## Det tidlige liv
Johnson blev født i Chester den 20. september 1984. Han gik på Boughton Heath Primary School og The Bishops' Blue Coat Church of England High School i byen. På trods af at han voksede op som Everton-fan, startede Johnson på sin fodboldkarriere på Crewe Alexandras akademi i en alder af 10 år. I 1999 skrev han under for Premier League-truppen Manchester United som juniorspiller.